# Espigado

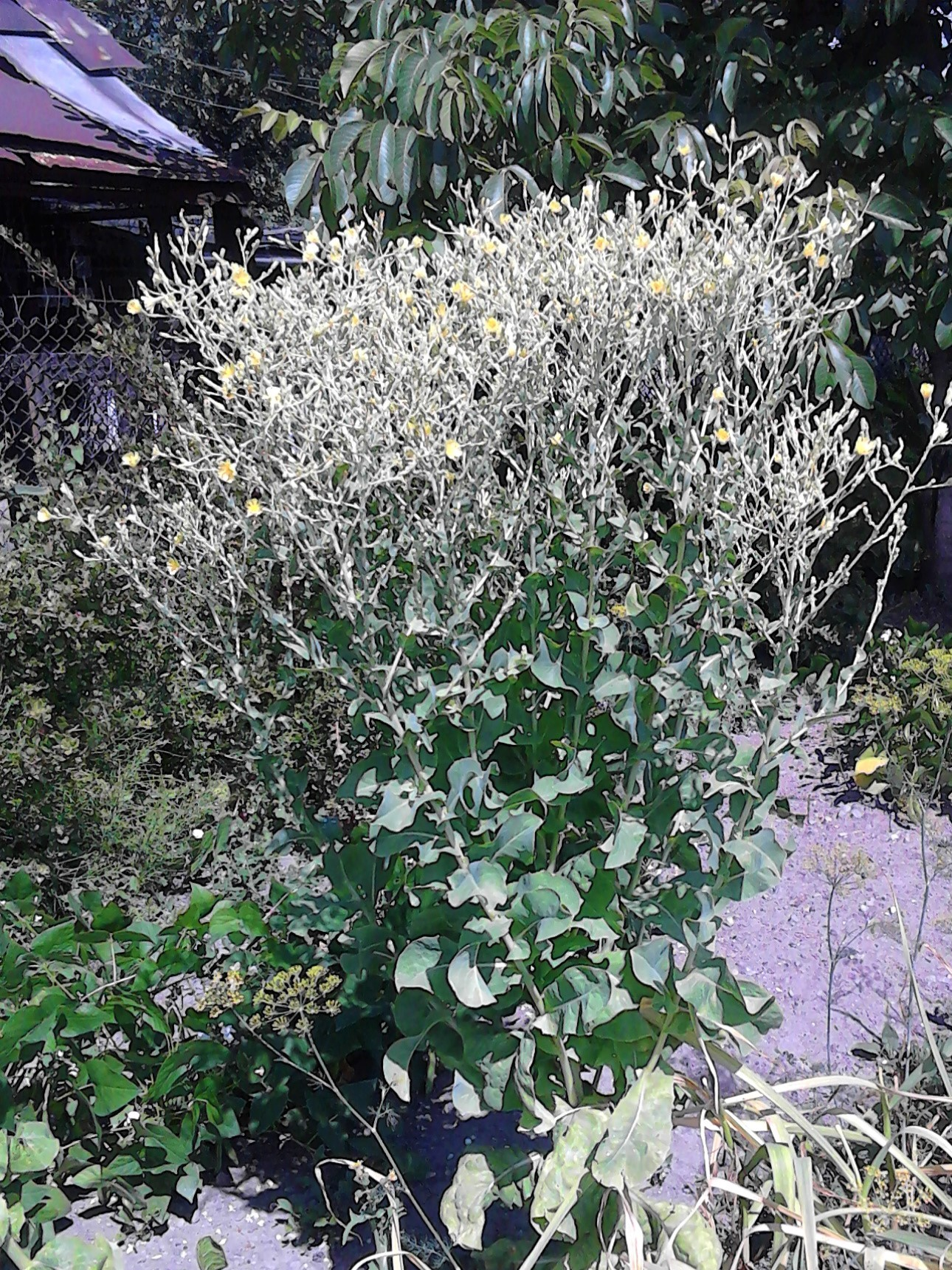
Lechuga totalmente espigada.

Espigado es el término que se aplica a los cultivos de hortalizas cuando se inicia el estado de floración y formación de semillas, especialmente cuando este perjudica las características por las que se cultiva. También se llama "subir a flor". 
Es una etapa natural del ciclo de las plantas anuales y bienales, que se inicia en la prefloración y se manifiesta con modificaciones del aparato vegetativo como el alargamiento de los entrenudos. Es activado por hormonas vegetales de la familia de las giberelinas.
Para fructificar, la planta desvía los recursos destinados a las partes comestibles, como las hojas, o utiliza los almacenados en raíces, lo que provoca cambios de sabor y textura, marchitamiento y, en general, una peor calidad. Las hortalizas que tienden a espigarse son las anuales y bianuales, por ejemplo, la lechuga, la remolacha, la espinaca, el apio, o el puerro.
Puede ocurrir como resultado de varios factores, incluidos los cambios en la duración del día, la prevalencia de altas temperaturas en etapas particulares del ciclo de crecimiento de una planta y la existencia de estrés, como la insuficiencia de agua o de fertilizante. Estos factores pueden interactuar de forma compleja.
La duración del día promueve el espigado dependiendo del fotoperiodo Las temperaturas pueden afectar también. Las plantas sometidas a estrés pueden responder adelantando la floración para producir semillas antes de secarse.
El fitomejoramiento ha introducido cultivares menos propensos a espigarse.